# Générateur thermoélectrique à radioisotope
Pour les articles homonymes, voir GTR, RTG et Générateur thermoélectrique (homonymie).

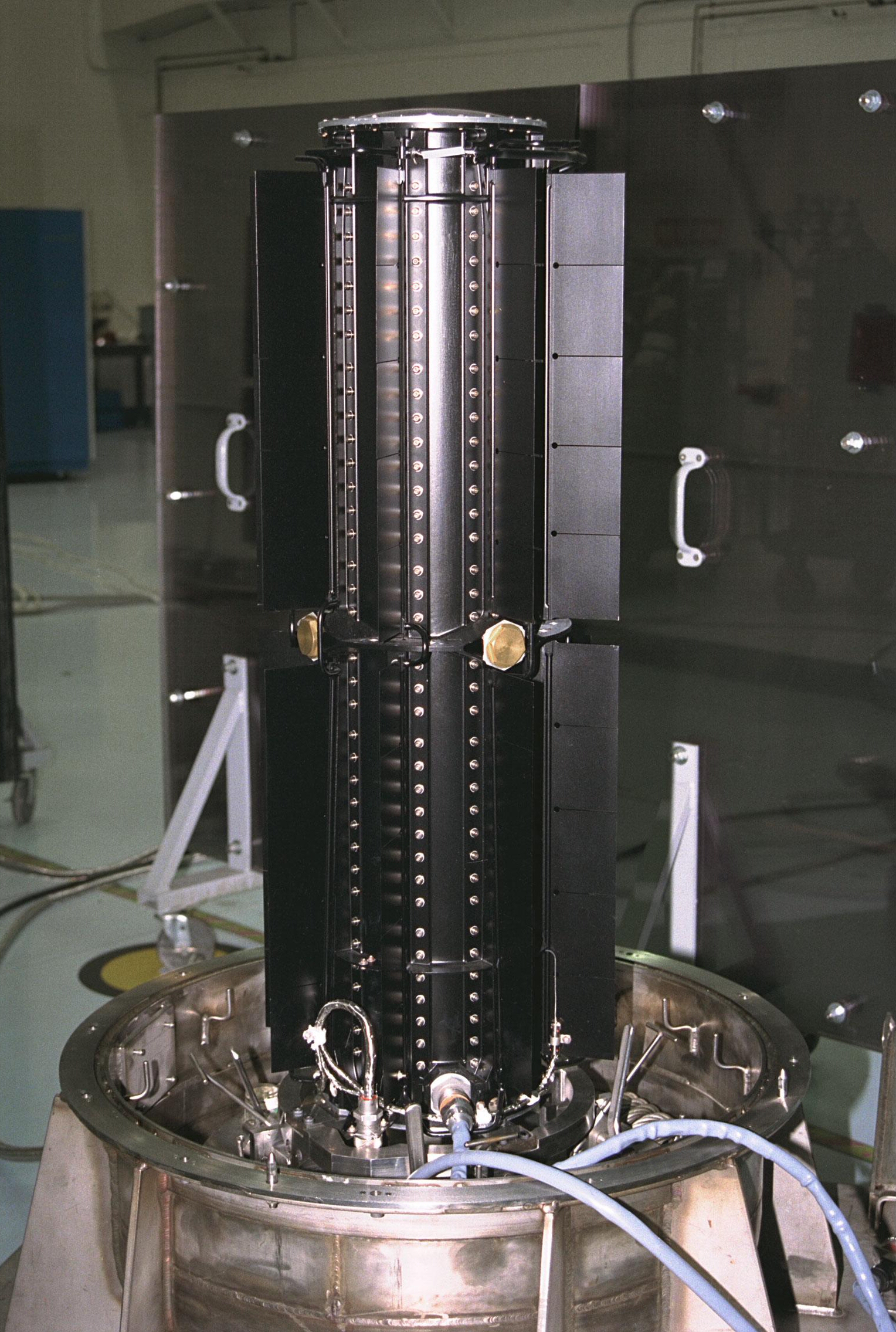
Photo du générateur à radio-isotope de la sonde Cassini.

Un générateur thermoélectrique à radio-isotope (en abrégé GTR ; en anglais Radioisotope Thermoelectric Generator, RTG) est un générateur électrique nucléaire de conception simple, produisant de l'électricité à partir de la chaleur résultant de la désintégration radioactive de matériaux riches en un ou plusieurs radio-isotopes, généralement du plutonium 238 sous forme de dioxyde de plutonium 238PuO2. Aujourd'hui, la chaleur est convertie en électricité par effet Seebeck à travers des couples thermoélectriques : les générateurs produits au XXe siècle utilisaient des matériaux silicium-germanium ; ceux produits actuellement mettent en œuvre plutôt des jonctions PbTe/TAGS, leur efficacité énergétique n'atteignant jamais 10 %. Pour améliorer ces performances, les recherches actuelles s'orientent vers des convertisseurs thermoïoniques et des générateurs Stirling à radio-isotope, susceptibles de multiplier le rendement global par quatre.
De tels générateurs sont mis en œuvre en astronautique pour l'alimentation électrique des sondes spatiales, et plus généralement pour alimenter en électricité des équipements requérant une source d'énergie stable et fiable capable de fonctionner de façon continue sur plusieurs années sans maintenance directe — par exemple pour des applications militaires, sous-marines, ou en milieu inaccessible ; on avait ainsi conçu des générateurs miniatures pour stimulateurs cardiaques au 238Pu, aujourd'hui remplacés par des technologies reposant sur des batteries lithium-ion, et de tels générateurs de conception plus simple fonctionnant au strontium 90 ont été utilisés par le passé pour l'éclairage de certains phares isolés sur les côtes de l'URSS.

## Principe de fonctionnement

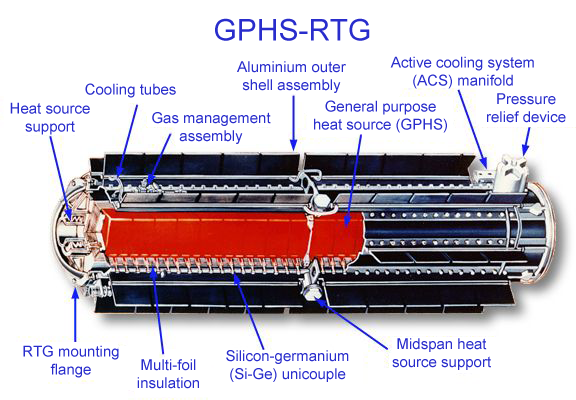
Schéma du GPHS-RTG des sondes Ulysses, Galileo, Cassini-Huygens et New Horizons.

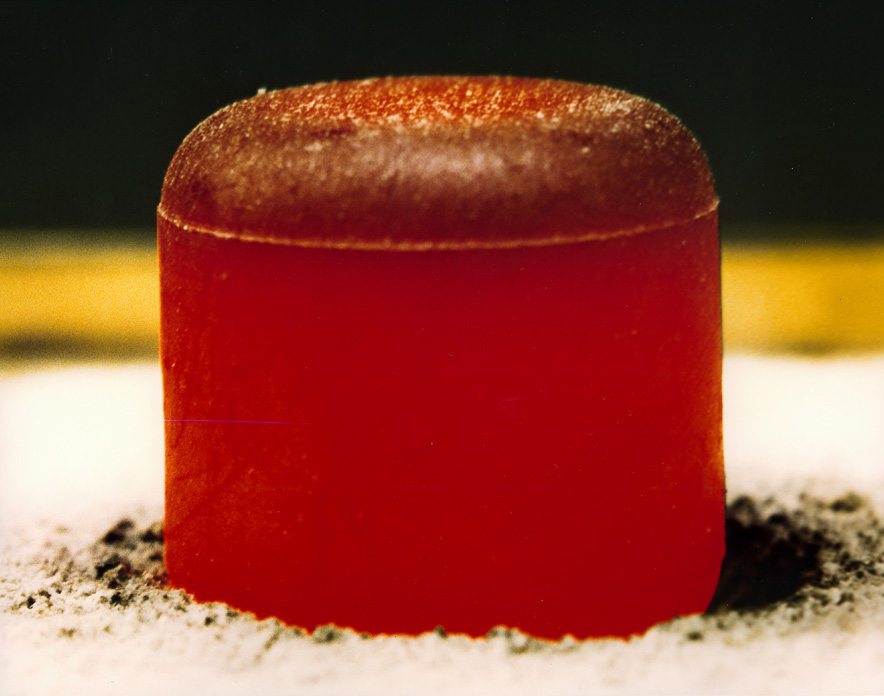
Rougeoiement d'une pastille de sous l'effet de sa propre désintégration radioactive.

En comparaison avec d'autres équipements nucléaires, le principe de fonctionnement d'un générateur à radio-isotope est simple. Il est composé d'une source de chaleur constituée d'un conteneur blindé rempli de matière radioactive, percé de trous où sont disposés des thermocouples, l'autre extrémité des thermocouples étant reliée à un radiateur. L'énergie thermique traversant les thermocouples est transformée en énergie électrique. Les thermocouples forment un module thermoélectrique, un dispositif constitué de deux sortes de métaux conducteurs, qui sont connectés en boucle fermée. Si les deux jonctions sont à des températures différentes, un courant électrique est généré dans la boucle. 

## Choix des éléments radioactifs
Le radio-isotope retenu doit avoir une demi-vie assez courte, afin de fournir une puissance suffisante. On choisit des demi-vies de l'ordre de quelques dizaines d'années. Il s'agit le plus souvent de plutonium 238, sous forme de dioxyde de plutonium 238PuO2, un puissant émetteur de particules α dont la période radioactive (demi-vie) est de 87,74 ans (32 046 jours). Cet isotope est de loin le plus utilisé parce que, outre sa demi-vie particulièrement bien adaptée, il émet tout son rayonnement sous forme de particules α, plus efficacement converties en chaleur que les particules β− et a fortiori que les rayons γ.
Le premier radio-isotope utilisé a été le polonium 210, en raison de sa période plus courte (seulement 138,38 jours) et donc de sa très grande puissance de rayonnement, tandis que l'américium 241 offre une alternative moins puissante mais cinq fois plus pérenne que le plutonium 238 en raison de sa période de 432,2 années (environ 157 850 jours) :
| Radioisotope         | 241Am     | 238Pu                | 210Po              |
| -------------------- | --------- | -------------------- | ------------------ |
| Période radioactive  | 432,2 ans | 87,74 ans            | 138,38 jours       |
| Puissance spécifique | 106 W/kg  | 567 W/kg             | 140 000 W/kg       |
| Matériau radioactif  | 241AmO2   | PuO2 à 75 % de 238Pu | Po à 95 % de 210Po |
| Puissance initiale   | 97 W/kg   | 390 W/kg             | 133 000 W/kg       |
| Après 1 mois         | 97 W/kg   | 389 W/kg             | 114 190 W/kg       |
| Après 2 mois         | 97 W/kg   | 389 W/kg             | 98 050 W/kg        |
| Après 4,5 mois       |           |                      | 66 500 W/kg        |
| Après 6 mois         | 97 W/kg   | 388 W/kg             | 53 280 W/kg        |
| Après 1 an           | 97 W/kg   | 387 W/kg             | 21 340 W/kg        |
| Après 2 ans          | 97 W/kg   | 384 W/kg             | 3 430 W/kg         |
| Après 5 ans          | 96 W/kg   | 375 W/kg             | 14 W/kg            |
| Après 10 ans         | 95 W/kg   | 364 W/kg             | 0 W/kg             |
| Après 20 ans         | 93 W/kg   | 333 W/kg             | 0 W/kg             |
| Après 50 ans         | 89 W/kg   | 263 W/kg             | 0 W/kg             |
| Après 87,74 ans      |           | 195 W/kg             |                    |
| Après 432,2 ans      | 48 W/kg   |                      |                    |

Les isotopes 242Cm et 244Cm ont également été proposés sous forme Cm2O3 en raison de leurs propriétés particulières :
- le curium 242 donne du plutonium 238 par désintégration α avec une période radioactive de 162,79 jours, ce qui en fait potentiellement un radio-isotope à « double détente » puisque son produit de désintégration est à son tour utilisable comme source d'énergie pour générateur à radio-isotope ;
- le curium 244 donne du plutonium 240 par désintégration α avec une période de 18,10 ans.

Avec une puissance spécifique respectivement de 98 kW/kg pour le 242Cm2O3 et de 2,27 kW/kg pour le 244Cm2O3, ces céramiques présentent néanmoins l'inconvénient d'émettre un flux important de neutrons en raison d'un taux de fission spontanée respectivement de 6,2 × 10-6 et 1,4 × 10-6 par désintégration α, ce qui nécessite un blindage plusieurs dizaines de fois plus lourd qu'avec le 238PuO2.

## Conversion en électricité

### Thermoélectricité
Les éléments thermoélectriques actuellement utilisés pour convertir en électricité le gradient de température généré par la désintégration des radio-isotopes sont particulièrement peu efficaces : entre 3 et 7 % seulement, n'atteignant jamais 10 %. Dans le domaine astronautique, ces « thermocouples » ont longtemps été réalisés en matériaux silicium-germanium, notamment dans les GPHS-RTG des sondes Ulysses, Galileo, Cassini-Huygens et New Horizons.
La nouvelle génération, introduite par le MMRTG pour la mission Mars Science Laboratory, fonctionne avec une jonction dite PbTe/TAGS, c'est-à-dire tellurure de plomb PbTe / tellurures d'antimoine Sb2Te3, de germanium GeTe et d'argent Ag2Te. L'empilage de plusieurs thermo-éléments permet de faire fonctionner chacun d'entre eux dans la plage de température où son rendement (facteur de mérite) est le meilleur. 
La puissance électrique fournie par le système décroît au cours du temps pour deux raisons :
- d'une part, le radioélément voit sa puissance thermique diminuer suivant la loi classique : Pth = Ptho × 0,5(t / Θ) ; avec Pth : la puissance thermique, et Θ : la période du radionucléide ;
- d'autre part, l'écart de température entre la jonction chaude (au contact du radionucléide) et la jonction froide des thermocouples (au contact du radiateur) diminue de façon proportionnelle à la puissance thermique (loi de la conduction de la chaleur) ; le rendement des thermocouples est sensiblement proportionnel à l'écart de température entre les jonctions.

Il résulte de cela une évolution de la puissance électrique égale au 1er ordre comme le carré de la puissance thermique fournie par le radionucléide. En termes de puissance électrique tout se passe comme si la période du radionucléide était divisée par deux : Pe = Peo × 0,5(2 × t / Θ) ; avec Pe : la puissance électrique. Ceci renforce l'intérêt des radionucléides à période assez longue comme le plutonium 238 ou le strontium 90 (le 90Sr émetteur bêta pur lié à l'90Y est presque aussi performant que le 238Pu pour un coût nettement inférieur).

### Autres modes de conversion

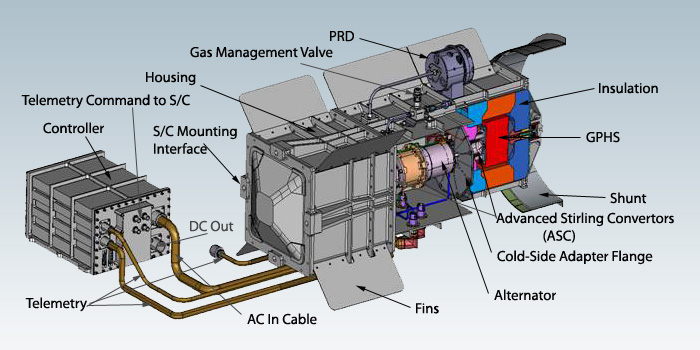
Schéma du générateur Stirling à radio-isotope développé par la NASA.

Des technologies plus novatrices reposant sur les convertisseurs thermoïoniques permettraient d'atteindre une efficacité énergétique comprise entre 10 et 20 %, tandis que des expériences recourant à des cellules thermophotovoltaïques, disposées à l'extérieur du générateur à radio-isotope classique équipé d'éléments thermoélectriques, pourraient théoriquement permettre d'atteindre des rendements proches de 30 %.
Les générateurs Stirling à radio-isotope (GSR, ou SRG en anglais), utilisant un moteur Stirling pour générer le courant électrique, permettraient d'atteindre une efficacité de 23 %, voire davantage en amplifiant le gradient thermique. Le principal inconvénient de ce dispositif est de comporter des pièces mécaniques en mouvement, qui sont sujettes à l'usure et causent des vibrations. Dans la mesure où cette technologie permettrait néanmoins de multiplier par quatre le rendement des GTR actuels, elle fait l'objet de recherches menées conjointement par le département de l'Énergie des États-Unis et la NASA en vue de développer un générateur Stirling à radio-isotope avancé (ASRG). Un ASRG a été utilisé par la sonde TiME (proposée pour amerrir sur Titan en 2023), par la NASA pour la mission TSSM dans le cadre de son programme Discovery.

## Utilisations

### Usage spatial

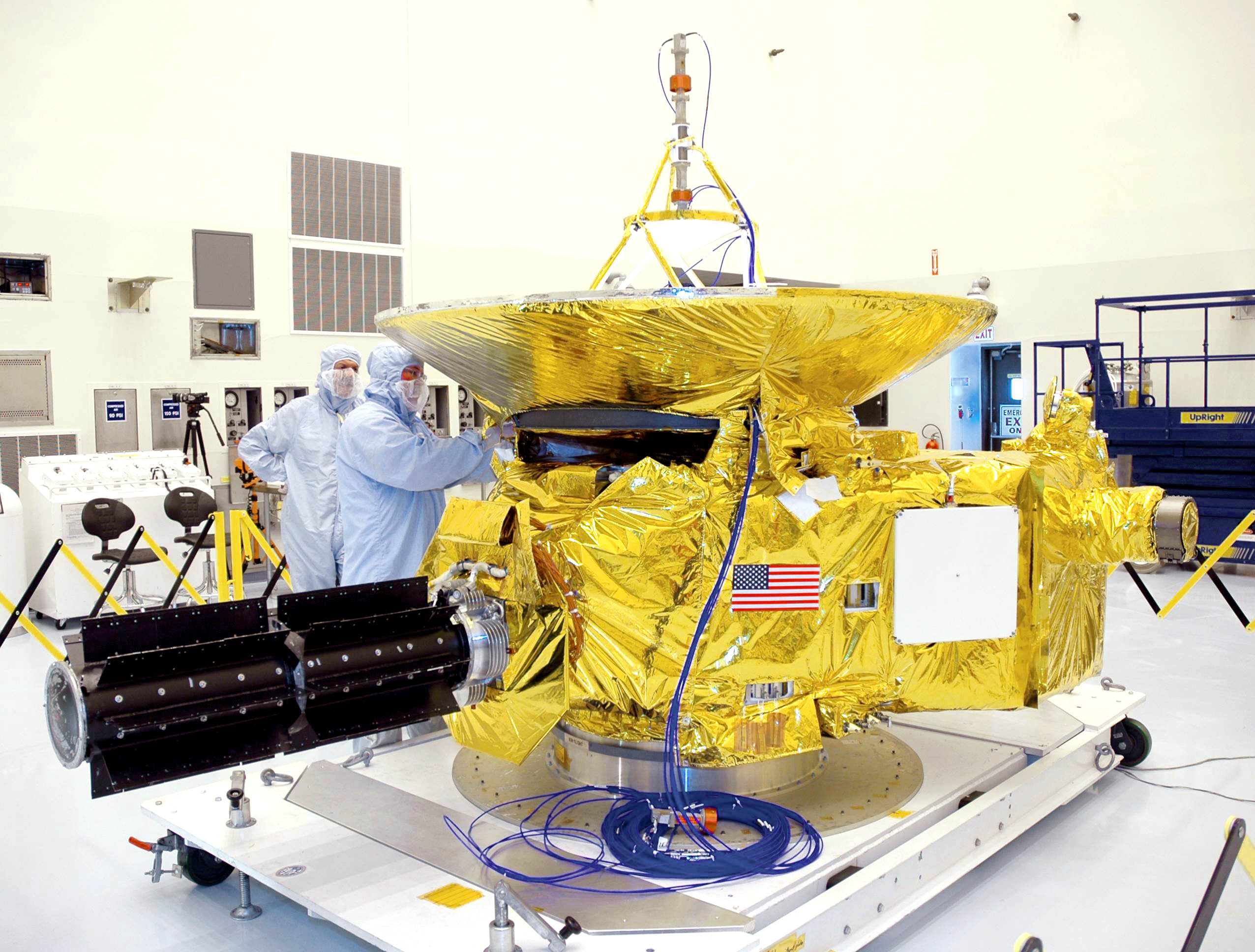
Vue de l'assemblage de la sonde New Horizons au 4 novembre 2005 intégrant un modèle grandeur nature du GTR, remplacé par le vrai générateur peu avant le lancement du 19 janvier 2006.

La puissance reçue du Soleil décroît rapidement — selon une loi en 1/r2 — à mesure qu'on s'éloigne du centre du système solaire, ce qui rend très insuffisants les panneaux solaires sur les sondes spatiales destinées à explorer les planètes lointaines : ces sondes sont donc équipées de générateurs à radio-isotope afin de prendre le relais des panneaux solaires au-delà de l'orbite de Mars, comme les sondes Pioneer 10, Pioneer 11, Voyager 1, Voyager 2, Galileo, Ulysses, Cassini, ou encore New Horizons. Ces générateurs permettent également aux robots déposés en surface des planètes de fonctionner la nuit, lorsque les panneaux solaires sont dans l'obscurité : les six Apollo Lunar Surface Experiments Packages déposés sur la Lune utilisaient des GTR, comme les deux sondes martiennes Viking 1 et 2.
Un générateur thermoélectrique à radio-isotope est particulièrement bien adapté à la production d'une alimentation électrique stable, sur une longue durée, et pour maintenir opérationnels pendant plusieurs années les instruments embarqués dans les sondes interplanétaires. Ainsi, le générateur embarqué sur la sonde New Horizons est capable de fournir une alimentation électrique stable de 200 W sur plus de 50 ans. Au bout de deux siècles, la puissance tombe à 100 W. Cependant, en raison du plutonium 238 présent dans un GTR spatial, tout échec au décollage des lanceurs utilisés pour propulser la sonde présente un risque environnemental. 

### Usage terrestre
Les générateurs à isotope ont été principalement conçus pour l'exploration spatiale, mais l'Union soviétique les a utilisés pour alimenter des phares isolés à l'aide de générateurs au strontium 90,. Le strontium 90 a une puissance spécifique élevée (environ 2 315 W/kg de strontium pur et d'yttrium à l'équilibre. Il est sensiblement moins cher que les autres radio-isotopes traditionnels, et émet presque exclusivement des radiations β, à l'origine d'un fort rayonnement X par Bremsstrahlung dont il est très aisé de se protéger. L'important est surtout d'éviter d'ingurgiter le strontium 90. Cela ne posait pas de problème majeur compte tenu du fait que ces installations étaient destinées aux endroits isolés et peu accessibles, où elles fournissaient une source d'énergie très fiable, mais présentait tout de même des risques potentiels en cas d'incident ou de dégradation de ces matériels sans surveillance rapprochée. Toutefois, à la chute de l'Union soviétique, la plupart des infrastructures ont été laissées à l'abandon et de nombreux RTG ont été pillés, volés ou détruits par la force de la nature (vent/pluie/tempête),. Il est répertorié qu'un voleur a ouvert des compartiments radioactifs. Trois bûcherons de la région de Tsalendzhikha, en Géorgie, ont trouvé deux sources de chaleur en céramique d'un RTG qui avaient été dépouillées de leur blindage ; deux d'entre eux ont ensuite été hospitalisés pour de graves brûlures dues aux radiations après avoir porté les sources sur le dos. Les unités ont finalement été récupérées et isolées.
Du millier de générateurs de ce type, utilisant du fluorure de strontium SrF2, voire de titanate de strontium SrTiO3, plus aucun n'est aujourd'hui en état de fonctionner à une puissance acceptable à la suite de l'épuisement du radio-isotope. D'après les autorités russes, ils ont tous été retirés.
Le strontium 90 a une période radioactive de 28,8 ans (ce qui signifie que la moitié du 90Sr subsiste après 28,8 ans, le quart après 57,6 ans, etc.), en se désintégrant par désintégration β− pour donner de l'yttrium 90, qui se désintègre à son tour par émission β− avec une demi-vie de 64 heures pour finalement donner du zirconium 90 qui, lui, est stable.

## Sécurité
Les générateurs à isotope ne fonctionnent pas comme les centrales nucléaires.
Les centrales nucléaires créent l'énergie à partir d'une réaction en chaîne dans laquelle la fission nucléaire d'un atome libère des neutrons, qui à leur tour entraînent la fission d'autres atomes. Cette réaction, si elle n'est pas contrôlée, peut rapidement croître de façon exponentielle et causer de graves accidents, notamment par la fonte du réacteur.
À l'intérieur d'un générateur à isotope, on utilise seulement le rayonnement naturel du matériau radioactif, c'est-à-dire sans réaction en chaîne, ce qui exclut a priori tout scénario catastrophe. Le carburant est de fait consommé de façon lente, cela produit moins d'énergie mais cette production se fait sur une longue période.
Même si le risque de catastrophe majeure est quasi nul, on n'est pas à l'abri d'une contamination radioactive et chimique car tous les isotopes de plutonium et des autres transuraniens sont chimiquement toxiques. Si le lancement d'une sonde spatiale échouait à basse altitude, il y aurait un risque de contamination localisée ; dans la haute atmosphère, une désintégration de la sonde pourrait engendrer une dissémination de particules radioactives. On dénombre plusieurs accidents de ce type, dont trois (le satellite américain Transit 5BN-3 et deux engins soviétiques dont la mission Cosmos 954) ayant conduit à la libération de particules radioactives dans l'atmosphère. Dans les autres cas, aucune contamination n'a pu être détectée et certains générateurs à isotopes ont été récupérés intacts, ayant résisté à la retombée dans l'atmosphère.